# Cathariostachys madagascariensis
Cathariostachys madagascariensis är en gräsart som först beskrevs av Aimée Antoinette Camus, och fick sitt nu gällande namn av Soejatmi Dransfield. Cathariostachys madagascariensis ingår i släktet Cathariostachys och familjen gräs. Inga underarter finns listade i Catalogue of Life.